# Ravanne
Ravanne, auch ravann, ravane, ist eine einfellige runde Rahmentrommel, die auf den östlich von Afrika im Indischen Ozean gelegenen Inseln Mauritius, Réunion, Rodrigues und auf den Seychellen (hier moutya genannt) im Tanzmusikstil Sega (Moutya) gespielt wird. Name und Form der mit beiden Händen geschlagenen ravanne lassen sich von Madagaskar über Sri Lanka (rabana) auf einen Kultureinfluss aus Südostasien zurückführen, wo rebana hauptsächlich in Malaysia und Indonesien eine Gruppe von zu islamischen Musikstilen gehörenden Rahmentrommeln bezeichnet. 
Der Musikstil Sega mit seinen charakteristischen Musikinstrumenten, der Rahmentrommel und der Floßrassel maravanne, ist außerdem mit mutmaßlichen Vorläufern an der ostafrikanischen Küste verbunden. Von dort verschleppten europäische Kolonialisten schwarze Sklaven im 17. Jahrhundert auf die zuvor unbesiedelten Inseln, wo nach einigen Jahren von den Plantagen geflohene Sklaven (Maroons) den später Sega genannten Stil entwickelten. Der traditionelle Sega, auch sega ravanne oder sega tipik, gilt heute als Nationalkultur von Mauritius.

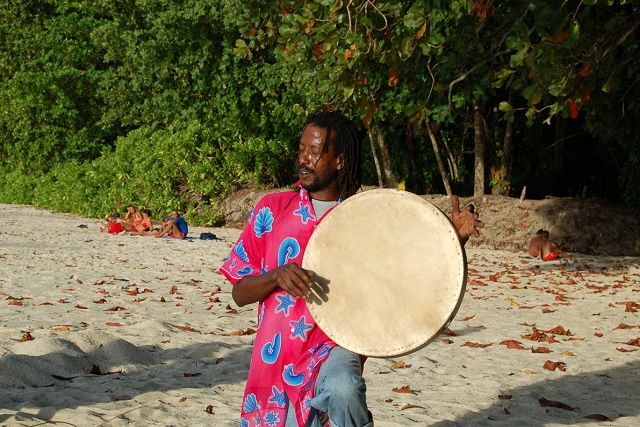
Rahmentrommel moutya auf den Seychellen

## Herkunft und Verbreitung

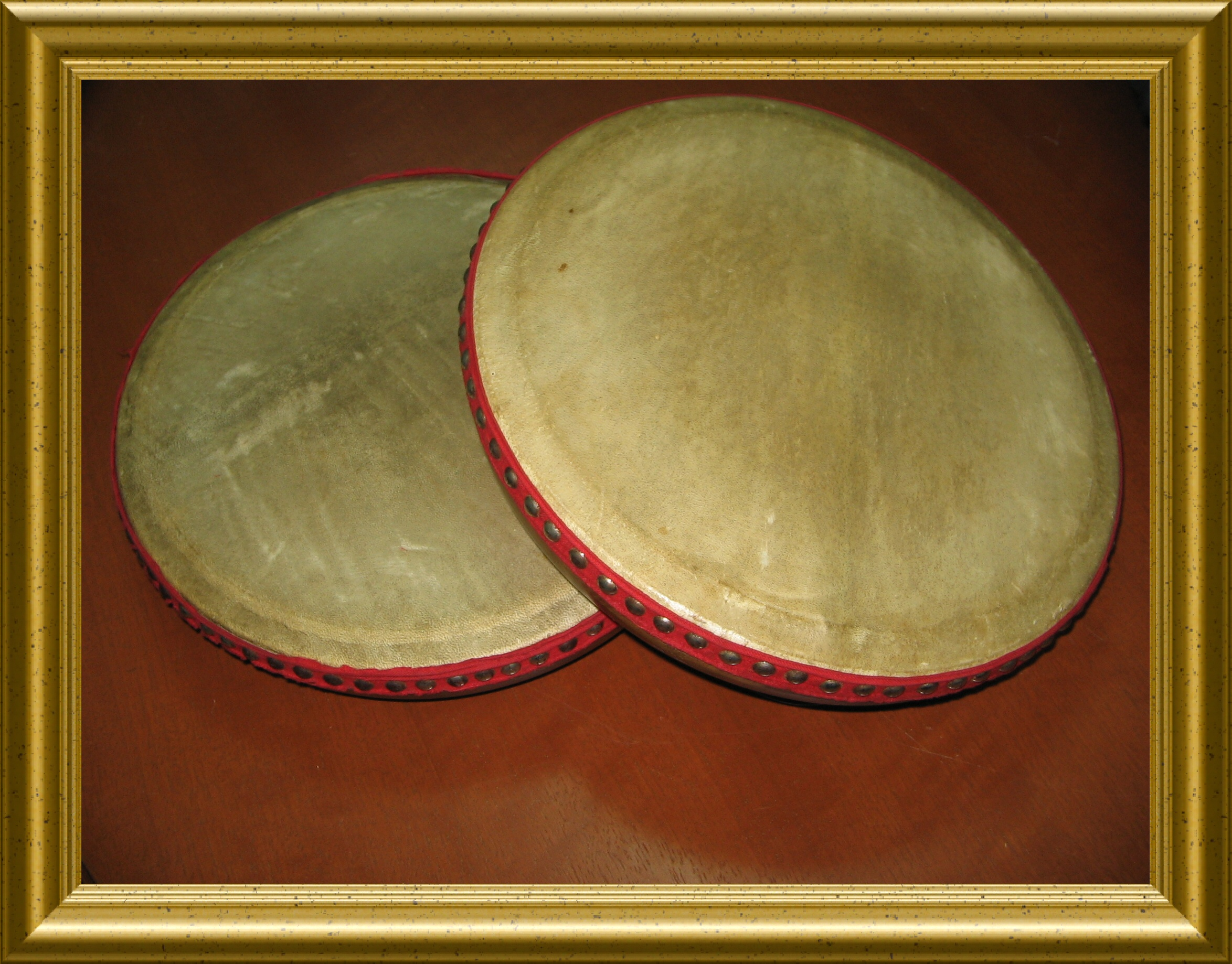
Rahmentrommel rebana (auch kompang) der Malaiischen Halbinsel mit angenagelter Ziegenhaut. Bei Prozessionen, Hochzeiten und an islamischen Feiertagen gespielt

Der malaiische Name rebana (auch rabana, rebano) steht für Rahmentrommeln, die in Indonesien und Malaysia vorwiegend zur Begleitung muslimischer Gesänge (hadrah, kasidah), Prozessionen und in den Ensembles einiger Theaterformen (zapin) verwendet werden. Seit dem Anfang des 1. Jahrtausends wurden die Malaiischen Inseln von der indischen Kultur beeinflusst, ab dem 13. Jahrhundert verbreitete sich von Indien kommend der Islam. Ihrem Namen und ihrer Form nach gelangten einige Musikinstrumente mit aus Indien kommenden Seefahrern und Händlern in dieser Zeit nach Südostasien. 
Auf den ostindonesischen Molukken-Inseln heißt die Rahmentrommel ravana und in Sri Lanka rabana (singhalesisch රබාන). Sri Lanka ist auch die Heimat des mythischen Dämonenkönigs Ravana (රාවණා), der die alte indische Streichlaute ravanahattha („Hand des Ravana“) erfunden haben soll. Der Name ravani (Sanskrit ravana, „schreien“, „Geschrei [eines Esels]“) für ein mutmaßliches Streichinstrument wird erstmals in dem auf Sanskrit verfassten musiktheoretischen Werk Sangita Makaranda (wahrscheinlich 7.–9. Jahrhundert) erwähnt. Das von Südostasien bis zu den Maskarenen verbreitete Wortumfeld der Rahmentrommeln lässt sich nicht nur sprachlich mit der Schöpferfigur des Ravana verbinden. Einer Volkserzählung in Sri Lanka zufolge übergab Pulastya, der Großvater von Ravana, das göttliche Wissen über das Trommelspiel an die Veddas, die Ureinwohner Sri Lankas, und diese gaben es an die Trommlerkaste Berava weiter. Berava ist von singhalesisch bera abgeleitet, der allgemeinen Bezeichnung für Trommeln auf der Insel. Der Name ravanne für die Rahmentrommel in Mauritius soll vom tamilischen Wort für „Rahmentrommel“ iravanam abstammen, mit derselben Bedeutung und abgeleitet von Sanskrit ravana. Mit der Herleitung ravan von Tamil iravānam („Rahmentrommel“) wird der Rahmentrommel des Sega ein südindischer Ursprung zugeschrieben.
In Indien sind einige Rahmentrommeln mit und ohne Schellen bekannt, die aber abgesehen von der südindischen kanjira (mit Schellen) nur in regionalen Volksmusikstilen gespielt werden, darunter die daphri in Gujarat und die tammata in Südindien. Der ravanne am ähnlichsten ist die altehrwürdige parai (auch thappu) ohne Schellen und mit aufgeklebter Membran in Tamil Nadu.
Allgemein akzeptierten Ausbreitungstheorien zufolge gab es Ende des 1. Jahrtausends einen Kulturtransfer mit Seefahrern von Südostasien bis zur ostafrikanischen Küste. So lassen sich einige in beiden Regionen vorkommende Musikinstrumente mit ihren gemeinsamen Merkmalen erklären. Ein Beispiel sind Bambusröhrenzithern wie die sasando in Indonesien und die valiha in Madagaskar, die ansonsten in Afrika nicht vorkommen. Den Namen valiha leitet Curt Sachs (1938) von Sanskrit vadya („Musikinstrument“) her. Als mulumba lebt die Bambusröhrenzither in ihrer Form unter der schwarzafrikanischen Bevölkerung auf den Seychellen weiter, wird aber hier als Trompete geblasen. Auch die Konstruktion der ost- und zentralafrikanischen Plattstabzithern wie der zeze verweist auf einen indonesischen Ursprung. Sie gelangten mutmaßlich über Sri Lanka auf einer nördlichen Route durch den Indischen Ozean zunächst an die ostafrikanische Küste und anschließend nach Madagaskar. Hinzu kommen linguistische Vergleiche, wonach das auf Madagaskar gesprochene Malagasy am nächsten mit einer malayo-polynesischen Sprache auf Borneo verwandt ist.

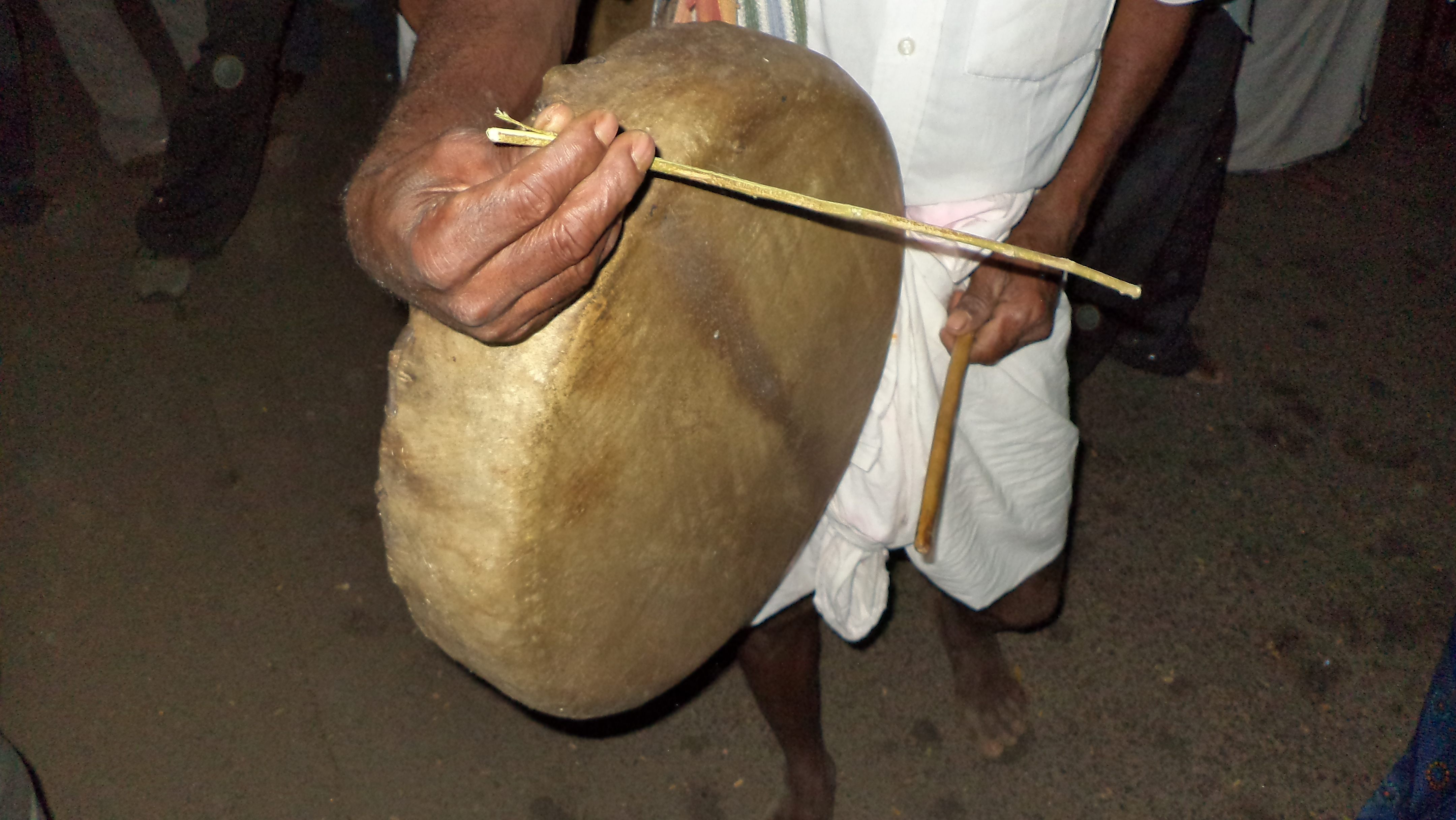
Einfellige parai, auch thappu, mit aufgeklebter Kalbshaut. Mit zwei Stöckchen gespielt. Tamil Nadu, Südindien

Madagaskar wurde außer von Südostasien auch von der sich von Arabien entlang der ostafrikanischen Küste nach Süden ausbreitenden islamisch-arabischen Kultur beeinflusst. So gelangte die jemenitische Schalenhalslaute qanbus über die Komoren (gabusi) nach Madagaskar (kabosy) und die orientalische Rahmentrommel tar mit Schellenkranz steht namentlich mit der tari von Mayotte, der tar auf den Komoren und der thaara auf den Malediven in Verbindung. Die letztgenannten Rahmentrommeln besitzen jedoch keine Schellen. In diese Gruppe der einfachen Handzargentrommeln gehört auch die amponga tapaka in Madagaskar. Ihre Membran aus Rindshaut oder Ziegenhaut ist verschnürt und (mit Holzstiften) am Rahmen angenagelt. Eine madegassische Tontrommel mit einem kegelförmigen, unten enger werdenden Rahmen vergleicht Curt Sachs (1938) mit einer 1904 beschriebenen Spielzeugtrommel von der Malaiischen Halbinsel. Auf dem afrikanischen Festland südlich der Sahara sind nur vereinzelt regional Rahmentrommeln bekannt. In Mosambik sind die meisten Trommeln zylindrisch oder konisch mit einer aufgenagelten Membran. Die Rahmentrommel daira gehört dem arabischen Namen nach hauptsächlich zur islamischen Kultur im Norden Mosambiks. Die aus der Karibik stammende und an der westafrikanischen Küste verbreitete quadratische Rahmentrommel gumbe steht als Symbol einer kreolischen Kultur mit der ravanne in Verbindung.
Der frühe Transfer von Musikinstrumenten aus Südostasien auf dem Seeweg nach Afrika könnte nach Ansicht von Roger Blench (2014) außerdem in umgekehrter Richtung von Afrika bis nach Ostasien erfolgt sein. Es gilt als gesichert, dass zur Zeit der Tang-Dynastie (618–907) arabische Händler regelmäßig afrikanische Sklaven über Indien (heutige Siddi) bis nach China brachten. Chinesischen Quellen zufolge wurden Elfenbein, Rhinozeroshörner und Sklaven von der ostafrikanischen Küste eingeführt. Teilweise werden darin mythische Vorstellungen von Madagaskar wiedergegeben. Im 10. Jahrhundert sollen aus „Waq-Waq“ stammende Räuber und Händler mit Schiffen von Sumatra zu einer bisher nicht lokalisierbaren Insel vor der ostafrikanischen Küste gefahren sein. Seitdem gab es offenbar einen blühenden Sklavenhandel durch den Indischen Ozean bis nach Südost- und Ostasien.
Im 17. Jahrhundert traten europäische Händler und Kolonialisten als neuer Einflussfaktor im Indischen Ozean auf. Sie besetzten die Komoren, Réunion, Mauritius und die Seychellen, die bis auf die Komoren zuvor unbesiedelte Inseln waren. Hierzu brachten sie Sklaven aus Afrika mit, deren Nachfahren heute einen großen Teil der Bewohner bilden. Die Inseln wurden französische Kolonien, nur die Seychellen gingen 1814 in britischen Kolonialbesitz über. In der Musik der Seychellen hat sich von den Franzosen etwa der Contredanse aus dem 18. Jahrhundert erhalten. Einer der aus Afrika stammenden Einflüsse auf den Inseln ist der in der afrikanisch-arabischen Swahili-Gesellschaft entstandene Musikstil Taarab. Die ostafrikanische Kultur der Swahili stellt das Bindeglied zur arabischen Musik dar. So wird die orientalische Rahmentrommel tar in Lamu an der kenianischen Küste unter dem Namen twari (auch tari, Plural matwari) in der islamischen Musik verwendet. Die Membran der twari wird wie die ravanne mit beiden Händen geschlagen, aber beim Spiel anders gehalten.
Einen weiteren Kultureinfluss brachten indische Siedler. Über die Hälfte der heutigen Bewohner von Mauritius stammen aus Nord- oder Südindien. Der auf den Inseln im Indischen Ozean beliebteste Musikstil Sega könnte aus Mosambik stammen und im 17. und 18. Jahrhundert mit den Sklaven von der ostafrikanischen Küste eingeführt worden sein. Es besteht möglicherweise auch eine Verbindung zwischen dem madagassischen Totenritual Famadihana und einer rituellen Form von Sega, deren Symbolik heute nicht mehr verstanden wird.

## Bauform

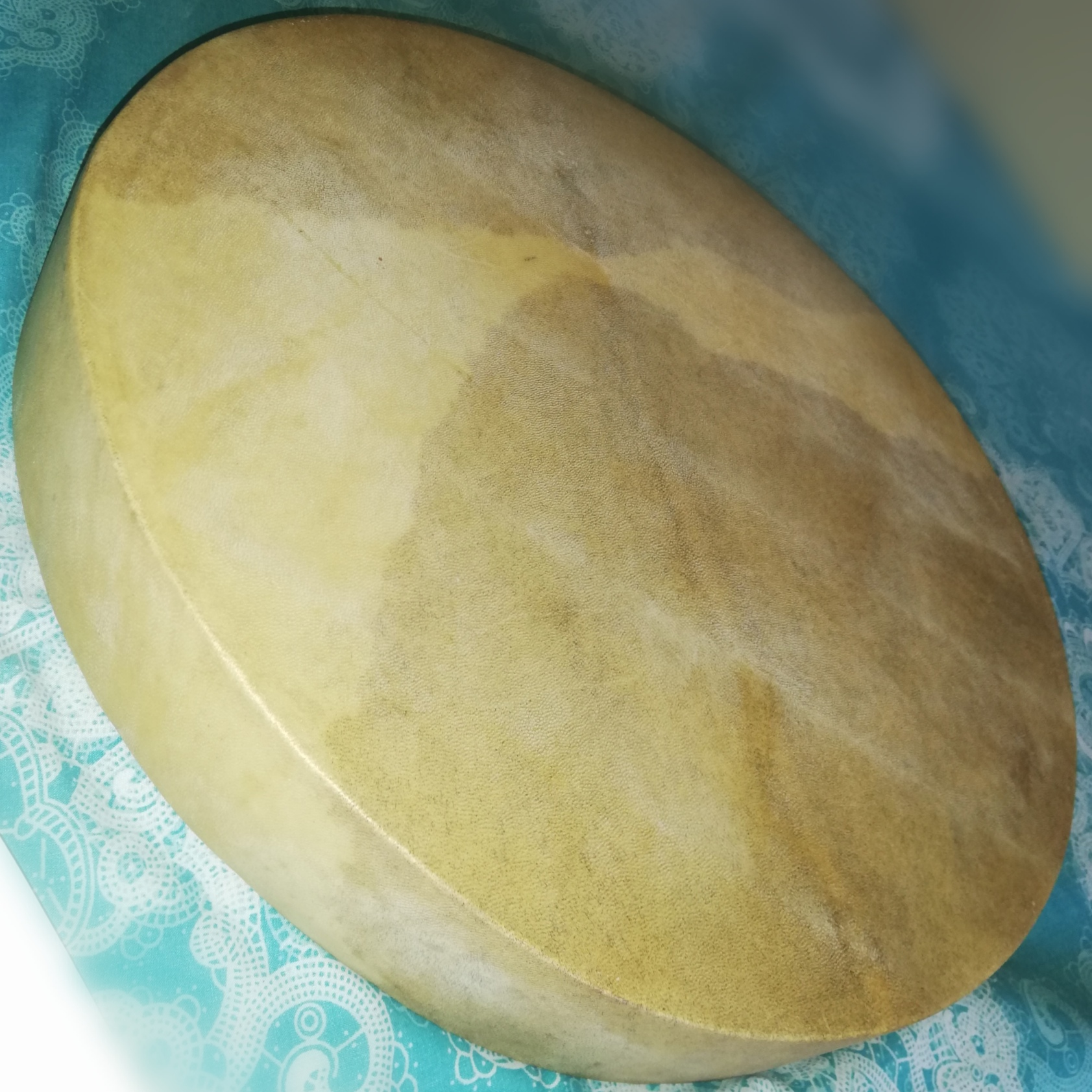
Ravanne in Mauritius. Verklebte Membran aus Ziegenhaut

Die ravanne ist eine große flache Rahmentrommel mit einem Durchmesser von je nach Bauart und Region 50 Zentimetern, etwa 60 bis 90 Zentimetern oder 80 bis 90 Zentimetern. Die Rahmenhöhe beträgt rund 6 Zentimeter. Nach einer anderen Angabe werden ravanne in drei Größen mit 45, 50 und 55 Zentimetern Durchmesser angefertigt. Ein möglichst elastisches Holz von einem Zentimeter Dicke wird drei Tage in Meerwasser gelegt, anschließend mit etwa 20 Zentimeter Überlappung zu einem Kreis gebogen und mit 2 bis 10 Nägeln verbunden.
Die Membran besteht meist aus einer am Rahmen festgeklebten Ziegenhaut. Zur Herstellung wird die Haut für einen Tag in Kalkmilch (in der Kreolsprache Morisyen laso viv) eingelegt, wodurch sich die Haare leichter abschaben lassen und ein dünnes Pergament entsteht. Wer in Küstennähe wohnt, kann die Haut stattdessen auch in Meerwasser einweichen. Die gesäuberte Ziegenhaut wird am Boden ausgelegt, dann an den Rändern über den mit Klebstoff bestrichenen Rahmen geschlagen und provisorisch mit Schnüren verspannt. Ist die Haut nach zwei Wochen getrocknet und fest geworden, werden die Schnüre entfernt. Als Klebstoff diente früher eine Mischung aus Tamarinden- und Zuckerrohrsaft. Heute wird stattdessen handelsüblicher Holzleim verwendet. Die Membran kann auch am Rahmen angenagelt werden. Manche ravanne sind mit drei Schellenpaaren ausgestattet. Hierfür werden 6 Zentimeter lange und 1 Zentimeter breite Schlitze in den Rahmen gesägt. Der Durchmesser der eingesetzten Metallscheiben beträgt etwa 3 Zentimeter.
Vor jedem Einsatz muss die ravanne über einem Feuer oder in direkter Sonne aufgewärmt werden, um die Membran auf die richtige Tonhöhe zu spannen. Dieses Aufwärmen muss bei längerer Spieldauer in gewissen Abständen – nach einer viertel Stunde oder spätestens nach einer halben Stunde – wiederholt werden. Vermeiden lässt sich dies nur, wenn chemisch präparierte Felle oder synthetische Membranen verwendet werden. Traditionell wird die ravanne in der Küche nahe der Feuerstelle aufbewahrt, damit der Rauch des Holzfeuers die Rahmentrommel vor Insektenbefall schützt.

## Spielweise und kulturelle Bedeutung

### Mauritius
Die Nachfahren der Einwanderer vom afrikanischen Festland, aus Madagaskar, Indien, Frankreich und China bilden eine mehr oder weniger kreolische Gesellschaft. In der Gesangs- und Tanztradition Sega lebt vor allem das Kulturerbe der schwarzafrikanischen Sklaven fort. Ihr Ursprung liegt in der niederländischen Kolonialzeit. Wenige Jahre nach Anlage der ersten Siedlung 1638 führten die Niederländer die ersten 80 Sklaven aus Madagaskar zur Arbeit auf den Pflanzungen ein. Bis zum Verbot der Sklaverei in der britischen Kolonialzeit 1835 waren viele Sklaven aus den Plantagen geflohen und hatten eigene, „Schattenkolonien“ genannte Gemeinschaften gegründet. Die dort lebenden, von den Europäern als Maroons bezeichneten Bewohner entwickelten den traditionellen Sega (Morisyen sega tipik morisien, französisch séga typique), der aus improvisierten Liedern und Tänzen mit perkussiver Begleitung besteht und 2014 von der UNESCO in die Liste des Immateriellen Kulturerbes aufgenommen wurde. Die Kreolen von Mauritius sind durch ein Schicksal der Trennung von ihrer Heimat, der kulturellen Entwurzelung und teilweise Sklaverei vereint. Die Geschichte der Sklaverei sowie die Tapferkeit und das Freiheitsstreben der geflohenen Sklaven (Maroons) werden als kreolisches Kulturerbe in Liedern besungen. Diese historische Erfahrung haben die Inselbewohner mit Kreolen in anderen Regionen, etwa in Westafrika und Mittelamerika gemeinsam. Dort besitzt die Musik der quadratischen Rahmentrommel gumbe eine ähnliche geschichtsträchtige Symbolkraft wie der Sega.
Im 19. Jahrhundert waren bei den ehemaligen Sklaven abendliche Tanzveranstaltungen mit Sega populär, obwohl diese wegen des Alkoholkonsums und sexuell mehrdeutigen Liedtexten auf die Kritik der katholischen Priester stießen. Viele ravanne-Spieler (genannt ravanye) trafen sich in dieser Zeit und bis in die erste Hälfte des 20. Jahrhunderts mit maravanne-Spielern und anderen Musikern zu nächtlichen Tanzveranstaltungen am Strand. Besondere Anlässe für die Strandpartys mit Musik, Essen und Alkohol waren Neujahr und christliche Feiertage wie Weihnachten, Ostern und Allerheiligen. Daneben traten sie bei privaten Familienfeiern (Geburten, Taufen, Hochzeiten) auf. Bei den nächtlichen Sega-Tänzen am Strand wurde früher auch eine einfellige Röhrentrommel (tam-tam, im 19. Jahrhundert auch allgemeine Bezeichnung für Trommeln) aus einem ausgehöhlten Holzstamm verwendet, die eine antikoloniale Symbolik besaß und auch bei Geisterbeschwörungsritualen zum Einsatz kam. Die 40 Zentimeter lange tam-tam mit einem Durchmesser von 20 Zentimetern wurde im Sitzen zwischen die Schenkel oder im Stehen unter eine Armbeuge geklemmt und mit beiden Händen geschlagen. Seit den 1950er Jahren ist der traditionelle Sega von einer zum Erbe der Sklaverei gehörenden Unterhaltungsform und zugleich einer Zeremonialmusik bei Begräbnissen und Ahnenverehrungen zu einer Musik für alle sozialen Schichten geworden. Gegen Ende des 20. Jahrhunderts erreichte ein „gereinigter“ Sega den Status einer nationalen Kunstform, die für die Unterhaltungsindustrie und den Tourismussektor gefördert wird.
Die ravanne ist das führende Musikinstrument beim Sega, das zunächst von einem Solo-Trommler geschlagen wird, um das Publikum auf den Beginn des Konzerts aufmerksam zu machen (lapel, von französisch l'appel, „der Aufruf“). Die Rahmentrommel beginnt jedes Lied. Der „erste Trommler“ (premie tanbour) gibt das Tempo und den Rhythmus im 6/8tel Takt vor, der von der Floßrassel maravanne weiter unterteilt wird. Andere ravanne-Spieler schlagen am Rand einen hohen Ton. Hinzu kommt ein Triangel (triang oder triyang), der auf den unbetonten Zählzeiten angeschlagen wird. Jugendliche, die sich spontan zum Musizieren zusammenfinden, ersetzen den Triangel durch eine Bierglasflasche und einen Löffel. Bei modernen Sega-Formen kann die maravanne durch andere Gefäßrasseln wie Maracas oder Eggshaker ersetzt werden und bei manchen Aufführungen erzeugt ein Keyboard-Spieler einen perkussiven Hintergrund. Lediglich die ravanne lässt sich kaum ersetzen. Gelegentlich wird anstelle einer Rahmentrommel auch eine tiefer klingende westafrikanische Bechertrommel djembé eingesetzt. Falls eine Musikgruppe in einer armen Gegend keine ravanne besitzt, reicht auch ein leerer Plastikkanister. Bei größeren Auftritten werden sechs oder mehr Rahmentrommeln eingesetzt, die einen komplexen Rhythmus produzieren. Einige ravanne-Spieler singen zugleich, anders als die übrigen Perkussionisten. Bei einem Konzert in einem Hotel kann ein Sega-Ensemble (hôtel séga) aus mehreren Rahmentrommeln, einer maravanne, einem Triangel plus zusätzlich einer akustischen Gitarre, einem E-Bass, einer Trompete und einem Keyboard bestehen.
Der ravanne-Spieler sitzt üblicherweise auf einem Stuhl und hält sein Instrument mit dem linken Handballen oben am Rahmen senkrecht auf den linken Oberschenkel gestützt. Mit den Fingern der linken Hand produziert er die schwächeren Schläge überwiegend am Rand der Membran und mit der freien rechten Hand erzeugt er die betonten Schläge mit unterschiedlichen Klängen an wechselnden Stellen. Dem einzigen Lehrbuch für das ravanne-Spiel zufolge, das vom bekannten Perkussionisten und Sega-Sänger Menwar (bürgerlich Stéphano Honoré, * 1955) verfasst wurde, werden sechs Schlagfelder nach ihren Klängen unterschieden und drei Tonhöhen zugeteilt:

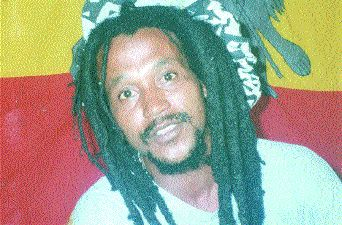
Kaya (1960–1999), der Begründer des Seggae, vor der von den Rastafari verwendeten, früheren äthiopischen Flagge, 1997

- tiefer Ton: Die linke Hand schlägt auf drei Felder in der Mitte der Membran.
- mittlerer Ton: Die rechte Hand schlägt auf zwei Felder am Rand.
- hoher Ton (sizone): Die linke Hand produziert einen gedämpften Ton am Rand an der Stelle, an der sie den Rahmen festhält.[39]

Die ravanne wird ausschließlich von Männern geschlagen, während die übrigen Perkussionsinstrumente von Männern oder Frauen gespielt werden. Die Ensembles agieren ohne Leiter oder Dirigenten, über die zu spielenden Stücke wird in der Gruppe diskutiert.
In den 1980er Jahren entstand aus dem Sega unter dem Einfluss des jamaikanischen Roots-Reggae und der politischen Liedtexte von Bob Marley der Musikstil Seggae. Der für den Sega charakteristische rhythmische Tanzstil fehlt beim Seggae, aber die ravanne ist auch hier das wesentliche Perkussionsinstrument. Dem Reggae entsprechend ist das Tempo beim Seggae langsamer. Der Beat wird nicht von der ravanne, sondern wie beim Reggae vom E-Bass vorgegeben. Weitere Instrumente sind die Bechertrommel djembé, Keyboard und Trompete.

### Chagossianer

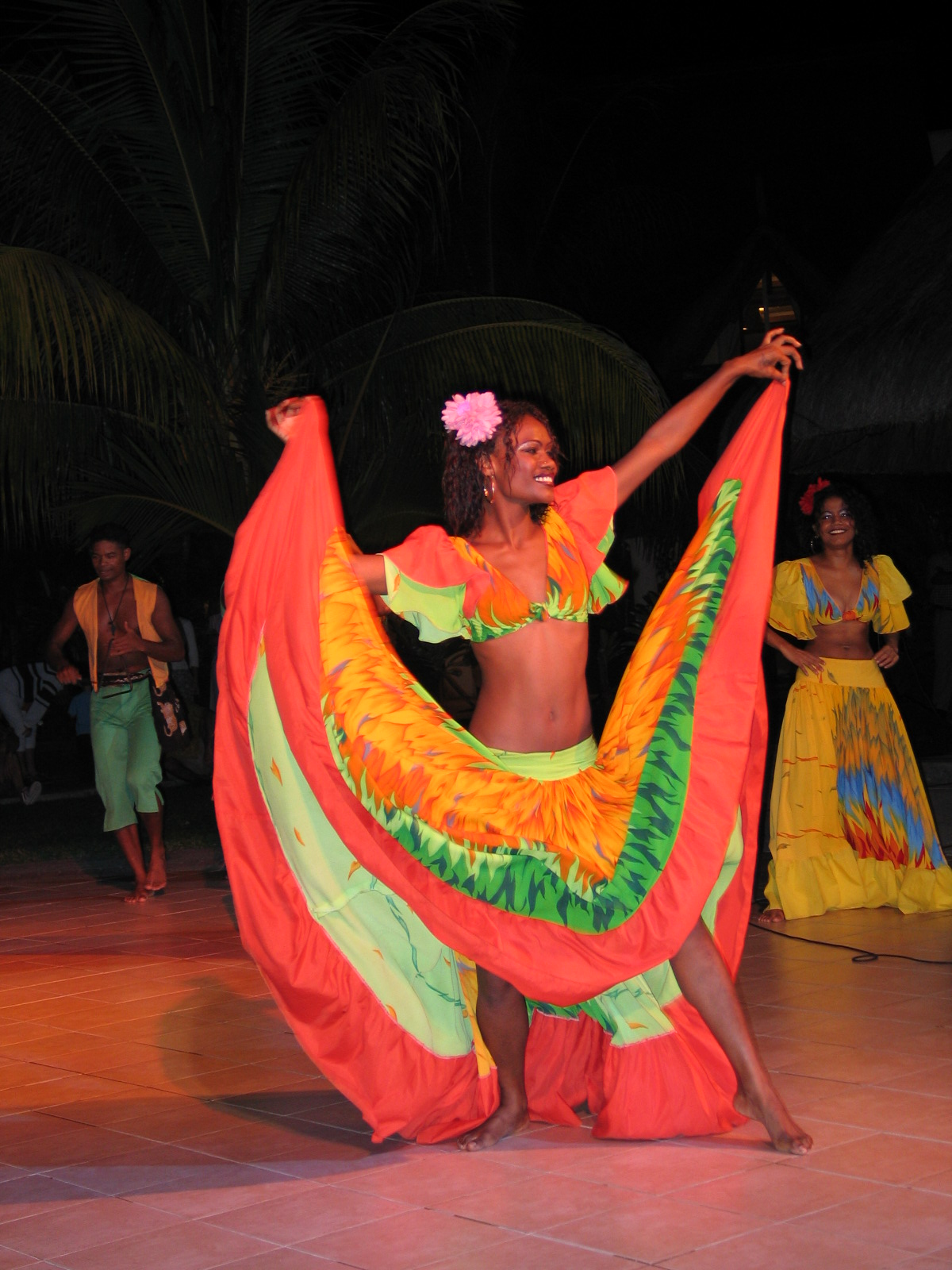
Sega-Tänzerin auf Mauritius

Chagossianer sind eine kreolische Ethnie, die vom Ende des 18. Jahrhunderts bis zu ihrer Vertreibung durch Großbritannien und die USA ab 1965 auf den Inseln des völkerrechtlich zu Mauritius gehörenden Chagos-Archipels lebten. Die Bewohner des Archipels waren aus Mosambik, Madagaskar und Indien stammende Sklaven und Kontraktarbeiter auf den Kokosnussplantagen, außerdem französische und nachfolgend britische Siedler. Heute leben die Chagossianer auf Mauritius, auf den Seychellen und in Großbritannien im Exil. Der auf Mauritius und anderswo gepflegte Sega der Chagossianer (sega tambour Chagos) ist ein eigenständiger Musik- und Tanzstil, der von der UNESCO 2019 zum immateriellen Kulturerbe erklärt wurde. Der sega tambour Chagos hat ebenso wie der sega tipik einen historischen Bezug zur Zeit der Sklaverei und vereint die Gemeinschaft der Chagossianer.
Die Rahmentrommel ravanne wird tambour genannt und mit einer Membran aus Ziegen-, Haifisch- oder Rochenhaut, heute meist aus Kunststoff hergestellt. Die weiteren Musikinstrumente sind die Floßrassel (maravanne), eine hölzerne Bank (banc), eine Pfeife (sifflé), ein Triangel (triang) und eine mit einem Metallstab (Löffel, Gabel) geschlagene Glasflasche (boutey). Die in lange Röcke und Blusen gekleideten Tänzerinnen beginnen mit langsamen Hüftschwüngen und beschleunigen ihr Tempo mit den einsetzenden Rahmentrommeln zu energischen Kreisbewegungen, die karousel genannt werden. Die Bewegungen den nachfolgend hinzu kommenden Männer heißen salie. Die häufig improvisierten Liedtexte handeln von Alltagserfahrungen und wehmütigen Erinnerungen an die Heimat. Die wesentlichen Elemente der Samstag Nacht nur mit Erwachsenen stattfindenden Sega-Partys sind Rahmentrommeln, Gesang, Tanz, Essen und Alkohol.
Sega tambour Chagos wird nach wie vor mit einem langsameren Tempo aufgeführt als der Sega von Mauritius und anderen Inseln, obwohl sich das Tempo heutiger Lieder im Vergleich zu den 1980er Jahren gesteigert hat. Bei den Vorführungen für die Aufnahme in die Kulturerbeliste äußerten einheimische Beobachter Kritik an der Verwendung von synthetischen Membranen anstelle von Tierhäuten, für die UNESCO war dies jedoch kein entscheidendes Kriterium, sofern nur die Musik ihren „authentischen“ Charakter bewahrt.

### Seychellen
Nach der ersten Besiedlung der Seychellen im Jahr 1770 bildeten die unter der französischen Kolonialherrschaft eingeführten afrikanischen Sklaven, die europäischen Siedlern und Inder eine für die Inseln im Indischen Ozean typische kreolische Gesellschaft, in der nicht wie auf Mauritius der indische, sondern der afrikanische Kultureinfluss dominiert.
Die auf den Seychellen moutya genannte Rahmentrommel entspricht in ihrer Herstellung, Spielweise und kulturellen Bedeutung der ravanne von Mauritius. Die moutya ist ein Symbol für die kulturelle Identität und weckt die Erinnerung an die Vorfahren, für die sie eine Kraft des Widerstands gegen Armut und soziale Ungerechtigkeit darstellte. Die alten moutya-Lieder gelten als Zeugen für das Leben der Kreolen als Sklaven auf den Plantagen. Der Name moutya soll vom bantusprachigen Wort mutcira abgeleitet sein, mit dem ein Tanz in der Provinz Nampula im Norden von Mosambik bezeichnet wird, ist aber vielleicht erst seit dem 20. Jahrhundert geläufig. Wie die Rahmentrommel heißt auch der Musikstil Moutya, der als Weiterentwicklung Anfang des 19. Jahrhunderts des aus Mauritius eingeführten Sega gilt. Im Jahr 2021 wurde die moutya für die Seychellen in die UNESCO-Liste des immateriellen Kulturerbes der Menschheit aufgenommen.

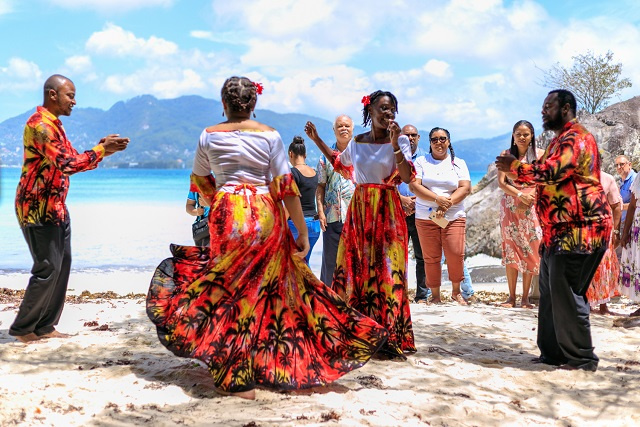
Kanmtole-Tanz europäischen Ursprungs am Strand auf den Seychellen

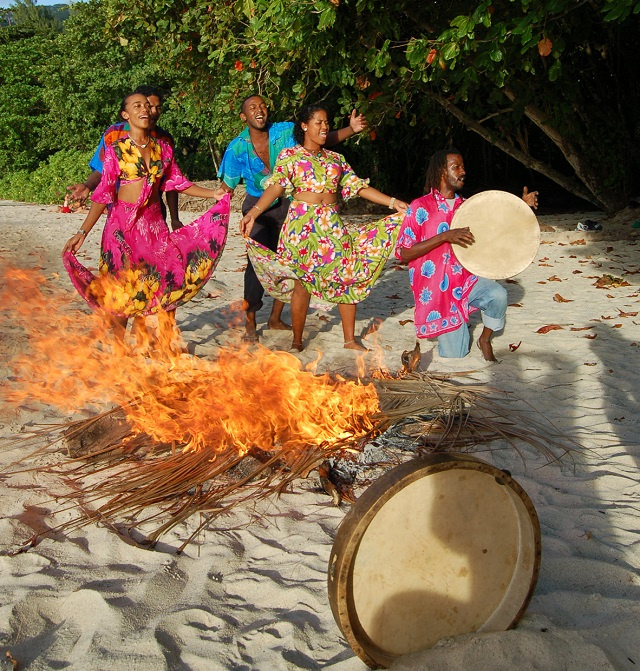
Feuer zum Erwärmen der Membran. Tanz mit der moutya am Strand

Die Akzeptanz bei Kirche und Staat für die Kultur der Unterschicht war bis in die erste Hälfte des 20. Jahrhunderts ähnlich gering wie auf Mauritius. Bis 1813 konnten die Moutya-Aufführungen nur im Geheimen stattfinden, weil Sklaven sich per Gesetz nicht in Gruppen versammeln durften und für Verstöße schwere Strafen drohten. Die Moutya-Treffen fanden deshalb allenfalls an den Stränden von Außeninseln und ansonsten an abgelegenen Plätzen in den Bergen statt. Um die nächtlichen Tanzveranstaltungen erneut zu unterbinden, wurde im Jahr 1935 das Spiel der Trommeln (und das Blasen von Schneckenhörnern) nach 21 Uhr in bestimmten Gegenden gesetzlich verboten. Das Gesetz von 1935 wurde erst 2018 offiziell zurückgezogen. Die Geringschätzung bestätigt John Thomas Bradley 1940 in seiner Geschichte der Seychellen, wenn er Moutya als „eine primitive Tollerei mit afrikanischen Untertönen aufgeführt unter freiem Himmel mit dem Schlagen von Trommeln“ beschreibt. Bis in die zweite Hälfte des 20. Jahrhunderts war Moutya die hauptsächliche Unterhaltung Samstag Nacht für die Plantagenarbeiter. Der ältere, am Strand oder in den Bergen aufgeführte Musikstil wird als moutya otantik („authentischer Moutya“, entsprechend sega tipik) bezeichnet. Nach der Unabhängigkeit der Seychellen 1976 entstand aus der Arbeiterunterhaltung der neue Stil moutya modern, mit dem seither Ensembles in Hotels auftreten.
Die traditionell mit einem aufgeklebten Ziegenfell bespannte moutya wird in drei Größen (hoch, mittel, tief klingend) hergestellt. Die moutya ist einigen Musikern zufolge mit 35 bis 55 Zentimetern Durchmesser manchmal etwas kleiner als die ravanne und der Rahmen ist mit bis zu 12 Zentimetern etwas höher. Manche Trommeln besitzen Schellen. Vor ihrem Einsatz, bevorzugt bei nächtlichen Tanzveranstaltungen am Strand, wird wie bei der ravanne zunächst ein Feuer angezündet, um die Trommelmembran zu erwärmen. Die Musiker beginnen mit dem Trommelspiel, worauf Männer in der Runde kurze Texte mit sozialen Inhalten singen, auf welche die Tänzerinnen mit hohen Stimmen antworten. Der Trommelrhythmus basiert wie beim Sega auf einem 6/8tel Takt, mit einer synkopierten Akzentuierung auf dem zweiten und fünften Schlag. In der Summe von Trommelschlägen, Perkussion und Gesang entsteht eine polyrhythmische Struktur. Beim von jedermann im Freien gespielten moutya otantik kann die Rahmentrommel auch durch Gegenstände aus dem Alltag (Blechkanister) ersetzt werden. Der Triangel wurde wahrscheinlich erst in den 1970er Jahren in den Moutya (und in den Sega auf Mauritius) übernommen und gehörte zuvor zu Tanzstilen europäischen Ursprungs wie Contredanse und Kanmtole (eine Art Gesellschaftstanz). Ebenfalls kein einheimisches Perkussionsinstrument ist die in jüngerer Zeit über Mauritius eingeführte Floßrassel maravanne, die heute fast immer im Moutya eingesetzt wird.

### Réunion

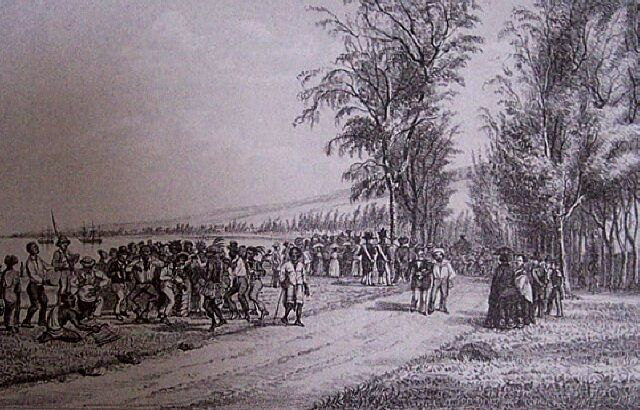
Sega am Strand von Réunion. Lithografie des französischen Malers Antoine Louis Roussin (1819–1894), der von 1842 bis 1881 auf Réunion lebte

Die Insel Réunion wurde 1665 durch die französische Ostindienkompanie erstmals dauerhaft besiedelt. Die Abschaffung der Sklaverei verkündeten die französischen Kolonialherrscher 1848. Bis zum Zweiten Weltkrieg unterhielt Réunion regelmäßige Handelsbeziehungen mit dem 200 Kilometer entfernten Mauritius. Die in den ersten Jahrzehnten der Kolonisierung mehrheitlich aus Madagaskar stammenden schwarzen Sklaven brachten den auf beiden Inseln bobre genannten Kalebassen-Musikbogen, der bis heute auf Réunion im Tanzmusikstil Maloya verwendet wird.
Auf Réunion teilt sich Sega den Rang als hauptsächliche Tanzmusiktradition mit dem kaum weniger bekannten Maloya. Beide Stilrichtungen unterscheiden sich musikalisch und in ihrer kulturellen Funktion. Im Sega wird eine der ravanne entsprechende Rahmentrommel tanbour malbar (auch tapou) gespielt. Der Namenszusatz malbar (vgl. Malabar) verweist auf die Herkunft einer Gruppe von tamilischen Plantagenarbeitern aus südindischen Dörfern und angeblich auch auf die Herkunft der Rahmentrommel. Desroches und Samson (2002) setzen die tanbour malbar mit der Verwendung von Rahmentrommeln bei Opferritualen niedrigkastiger Hindus in Südindien und mit der ebenfalls bei religiösen Ritualen von indischstämmigen Bewohnern der Französischen Antillen gespielten Rahmentrommel tapou in Verbindung. Die hinduistischen Sklaven auf Réunion wurden „Malbar“ und die muslimischen „Zarab“ genannt.
Die Unterscheidung zwischen Sega und Maloya begann in den 1930er Jahren. Sega war bis in die 1960er Jahre der einzige staatlich anerkannte Musikstil von Réunion mit einer Verankerung in der französischen Kultur. Ab den 1970er Jahren wurde Maloya, die einstige Musik der Sklaven, demgegenüber zu einem Ausdruck des politischen Protests der Kommunistischen Partei. Heute gehört Maloya ebenso zur Unterhaltungskultur. Im Maloya wird anstelle der Rahmentrommel die einfellige hölzerne Zylindertrommel rouleur (houlé, roulé oder oulé) verwendet, die gelegentlich auch im Sega neben der Rahmentrommel zum Einsatz kommt. Sega wird mit dem typischen Rhythmus, aber mit europäischen Melodieinstrumenten wie früher Geige, heute stattdessen mit Mandoline, Banjo, Akkordeon und Gitarre aufgeführt. Hinzu kommen Triangel und die hier kayamb (kayamn, caimbe) genannte Floßrassel.

### Rodrigues
Auf der zur Republik Mauritius gehörenden Insel Rodrigues wird eine traditionelle Variante des Sega gepflegt, die mit dem Einsatz eines Akkordeons auf eine stärker als auf der Hauptinsel bewahrte europäische Musiktradition verweist. Rodrigues wurde in der ersten Hälfte des 18. Jahrhunderts besiedelt und teilt eine relativ kurze Zeit der Sklaverei mit den anderen Inseln, hat aber durch die Entfernung von knapp 600 Kilometern zu Mauritius eine eigene kulturelle Identität entwickelt.
Dem sega tipik von Mauritius entspricht auf Rodrigues sega tanbour („Sega mit Trommel“) mit einem afrikanischen Ursprung. Dieser wird von segakordeon unterschieden, bei dem das aus der Begleitmusik der französischen Quadrille entlehnte Akkordeon zum Einsatz kommt. Des Weiteren gibt es die Version der Feldarbeiter, sega plant zariko („Sega zum Pflanzen von Bohnen“). Auf Rodrigues und den entfernten Agalega-Inseln heißt die Rahmentrommel tanbour. Sie entspricht der ravanne, ist jedoch üblicherweise mit mehreren kleinen Schellen ausgestattet. Ihre Membran wird aufgenagelt.
Ein Triangel wurde bei Plattenaufnahmen in den 1970er Jahren nur im segakordeon eingesetzt. Im sega tanbour ist ein Triangel erst 1983 auf der Langspielplatte Ile Maurice – Séga Ravanne Mauricien Et Séga Tambour De L'Ile Rodrigues (Ocora, Paris 1983) zu hören.
Die heute auf den Inseln im Indischen Ozean in den allgemeinen Unterhaltungsmusikstilen und nur selten noch rituell verwendete Rahmentrommel ist mit ihrem Ursprung bei den afrikanischen und indischen Plantagenarbeitern als Ausdruck der eigenen nationalen Identität im kulturellen Gedächtnis verankert. Demgegenüber hat sich die von Sklaven in Jamaika eingeführte und später entlang der westafrikanischen Küste verbreitete gumbe in einigen Regionen völlig von ihrer kreolischen Herkunft entfernt und ist dort ein Zeichen neuer ethnischer Identitäten geworden.